# 哥達
哥达（德語：Gotha，發音：[ˈɡoːtaː] ⓘ）是德国图林根州哥达县的城市，也是哥达县的县治，面积69.58平方千米，2023年12月31日人口为46,300人。
哥達位于图林根盆地南部，地势平坦，农业发达。歷史上，哥達是韦廷王朝的統治中心。18世纪，《哥达年鉴》在哥达出版。1820年，商人恩斯特·威廉·阿诺尔迪在哥达创立了哥达保险公司，成为德国保险业的先驱。1875年，德国社会主义工人党（今德国社会民主党）在哥达成立。

## 友好城市
哥达与以下城市结为友好城市：
- 衣索比亞 阿杜瓦
- 美国 加斯托尼亞
- 波蘭 凯尔采
- 斯洛伐克 马丁
- 法國 塞纳河畔罗米伊
- 德国 薩爾茨吉特